# Peggy Bergère
Pour les articles homonymes, voir Bergère.
Peggy Bergère, dite Peg, née le 27 février 1979 à Porchères (près de Bordeaux), est une ancienne joueuse de hockey sur gazon française, qui a commencé à pratiquer ce sport à l'âge de six ans à peine.
Elle est titulaire d'une maîtrise de sports et d'un DESS de communication et événementiel dans le sport, tous deux obtenus à la faculté des sports de Lille, et est considérée comme l'une des meilleures joueuses du hockey féminin français.
Vainqueur à plusieurs reprises du championnat de France féminin de hockey sur gazon (en 1999, 2000, et 2005) et de hockey en salle (en 1998, 1999, 2000, 2001, 2002, 2004, 2005, 2006, et 2012 ), elle a décroché en 2002 la médaille de bronze du championnat d'Europe en salle, et en 2003 la médaille de bronze du championnat du monde en salle avec l'équipe de France de hockey sur gazon féminin.
Elle a joué à Cambrai Hockey Club (arrivée au pôle espoirs de Wattignies en 1996), puis à Laren MHC (Larensche Mixed Hockey Club, Pays-Bas (près d'Amsterdam)) durant la saison 2002/2003, club avec lequel elle fut vice-championne des Pays-Bas de hockey sur gazon en 2003.
Elle a aussi remporté une finale de Coupe d’Europe groupe B à Wettingen, en 2004 avec son club de Cambrai.  
Elle a arrêté le hockey en 2006... pour mieux revenir durant la saison 2011/2012, et obtenir le titre de championne d'Europe en salle Groupe B en janvier 2012, avec en prime celui de  meilleure buteuse de la compétition.
Elle est désormais journaliste sportive.